# Прапор Південноукраїнська
Пра́пор Південноукраї́нська затверджений 26 листопада 2002 року рішенням Южноукраїнської міської ради.

## Сучасний прапор
Прямокутне полотнище із співвідношенням сторін 2:3 поділене вертикальними синьою древковою і зеленою смугами у співвідношенні 2:1. У центрі зеленої смуги герб міста. На зеленому полі кінь, який постав на диби, виникає із хвилеподібної срібно-блакитної основи та підтримує символ атома в золоті (жовтий колір).

## Значення символіки
Символіка прапора ототожнює девіз міста Южноукраїнська: від достатку й чистоти — до величі й багатства.